# Ctenotus uber
Espèce
Ctenotus uber est une espèce de sauriens de la famille des Scincidae.

## Répartition
Cette espèce est endémique d'Australie. Elle se rencontre en Australie-Occidentale, dans le Territoire du Nord, au Queensland, en Australie-Méridionale, en Nouvelle-Galles du Sud et au Victoria.

## Liste des sous-espèces
Selon The Reptile Database (12 septembre 2012) :
- Ctenotus uber johnstonei Storr, 1980
- Ctenotus uber uber Storr, 1969

## Publications originales
- Storr, 1969 : The genus Ctenotus (Lacertilia: Scincidae) in the Eastern Division of Western Australia. Journal of the Royal Society of Western Australia, vol. 51, no 4, p. 97-109 (texte intégral).
- Storr, 1980 : A new Lerista and two new Ctenotus (Lacertilia: Scincidae) from Western Australia. Records of the Western Australian Museum, vol. 8, no 3, p. 441-447 (texte intégral).